# Нуман Кепрюлю
Нуман Кепрюлю (*1670 — †6 лютого 1719) — державний та військовий діяч Османської імперії великий візир з 16 червня до 17 серпня 1710 року.

## Життєпис

### Молоді роки
Походив з впливової родини Кепрюлю. Син Фазіл Мустафи Кепрюлю, великого візира у 1689–1691 роках. Початку освіти отримав під орудою свого батька. Військові та політичні знання здобув за часів свого дядька Хусейна Кепрюлю. завдяки останньому почав свою державну кар'єру. У 1700 році стає візиром. У березні 1701 року отримує призначення бейлербея Ерзурума. У жовтні 1702 року стає бейлербеєм Анатолії. Згодом він поряднився у правлючою династією, побравшись із Аїшою Султан, донькою Мустафи II. Хростання кар'єри Нумана Кепрюлю припинилася у зв'язку з поваленням султана й початком володарювання Ахмеда III. У 1703 році Нумана призначають очільником о.Евбея, а у червні 1704 року — Криту. У 1709 році отримує призначення знову до Евбеї. 11 грудня 1709 року отримав призначення бейлербея Боснії, а 4 січня 1710 року, — командира залоги Белграду. На усіх цих посадах Нуман Кепрюлю виявив себе якнайліпше — чесним, непідкупним та здібним організатором. Тому у розпал кризи, викликаною втечею до Османської імперії короля Карла XII, султан вирішив призначити саме Нумана Кепрюлю новим великим візиром.

### Великий візир
16 червня 1710 року Нуман Кепрюлю призначається великим візиром. На відміну від попередника Нуман Кепрюлю був прихильнішим до шведського короля. Втім не погоджувався з його намаганням втянути османську імперію у нову війну. Кепрюлю вважав її не зовсім вчасною з огляду на те, що Австрія, Венеція та Річ Посполита можуть втрутитися у цю війну на боці Московського царства. З іншого боку, великий візир гадав, що не варто втрачати можливість втрутися у справи сусідів, які продовжували участь у Північній війні. Тому передавши велику купу грошей Карлу XII, Нуман Кепрюлю запропонував останньому як почесний ескорт (фактично окрему армію) 40 тисяч турецького війська, щоб той зумів прибути до шведських володінь у Європі. Нуман намагався допомогти Карлу XII. Кепрюлю вів перемовини з гетьманом Пилипом Орликом про спількі дії того зі шведами при підтримці хана Девлета III Ґерая. Утім, незважаючи на тиск з боку ворогів Московії, великий візир не бажав розпочинати відкритої війни. Це не входило до планів шведського короля. У цьому його було підтримано Францією та Венецією. Крім того Нуман Кепрюлю наказав виконати постанову колишнього султана щодо заборони знаходження християнських, зокрема французьких, торговців поблизу мечетей у Стамбулі. Такі дії посилили неприязнь Франції до великого візира. Її посланець намагався налаштувати султана Ахмеда III проти Нумана Кепрюлю. Зрештою 17 серпня 1710 року Нумана Кепрюлю було відсторонено від посади.

### Подальше життя
Його знову відправляють до Евбеї. Після цього у 1711–1713 роках почергово стає командиром фортець Ханья, Кандія. 8 листопада 1713 року призначається санджак-беєм Яніни. У 1714 році стає бейлербеєм Боснії. На цій посаді боровся з повстанням, яке підтримувала Венеційанська республіка. після успішного придушення, Нумана Кепрюлю було призначено очільником Белграду. Втім тут Кепрюлю не зміг впоратися із ситуацією, тому його було направлено головою санджаку Ічіл та Ментеше, де він успішно боровся із розбійниками. У 1716 році призначається бейлербеєм та мухафізом Кіпру. Тут він виявив свої організаторські здібності, привівши до ладу острів. Тому того ж року отримує призначення сердара Боснії.
В цей час тривала чергова австрійсько-турецька війна. завдяки талантам Євгена Савойського османські війська зазнали відчутних поразок й у 1717 році втратили Белград. Прибувши на місце Нуман Кепрюлю організував оборону Боснії, зумівши відбити напад австрійської армії. Також він змусив ворога зняти облогу з міста Ізворнік. Після завершення війни у 1718 році призначається на острів Крит. Тут він заворів й сконав 6 лютого 1719 року.